# Закон за изкупуване на едрия земеделски инвентар от частните собственици
Законът за изкупуване на едрия земеделски инвентар от частните собственици е закон в България приет от VI обикновено народно събрание през февруари 1948 година. Законът предвижда национализацията на селскостопанската техника в страната, която е еднократен процес и затова той не е отменян.
Преди приемането на закона повечето собственици на земеделска техника са обединени в Съюз на собствениците на едър земеделски инвентар, който договаря нейното отдаване под наем на Трудовите кооперативни земеделски стопанства (ТКЗС). През 1947 година правителството предлага особено неизгодни наемни условия, които Съюзът отхвърля и властите мобилизират техниката и нейните оператори по Закона за гражданската мобилизация, но се сблъскват с масов бойкот.
В отговор на това правителството национализира земеделската техника, като собствениците са обезщетени с държавни ценни книжа, които почти нямат реална стойност. Иззети са 3331 трактора, 3751 вършачки, 747 сноповръзвачки, 411 редосеялки и друга механизация.
Национализираната механизация е предадена на съществуващите 30 и новосъздадени 40 машинно-тракторни станции. Освен прякото изземване на техника, законът води и до невъзможност за много частни стопанства да обработват земите си по ефективен начин, принуждавайки ги да се присъединят към ТКЗС.